# Магометов Фарход Абдуалійович
Магометов Фарход Абдуалійович (узб. Фарход Абдуалиевич Магометов/Farhod Abdualiyevich Magometov, 11 січня 1962) — радянський та узбецький футболіст, що грав на позиції півзахисника і захисника. Відомий за виступами в низці футбольних клубів Узбекистану та Казахстану, найбільше за ташкентський «Пахтакор», а також за виступами у національній збірній Узбекистану, у складі якої став переможцем Азійських ігор 1994 року. Після закінчення виступів на футбольних полях — узбецький футбольний функціонер.

## Клубна кар'єра
Фарход Магометов на юнацькому рівні виступав за узбецькі клуби «Бустон» і «Текстильник». У 1979 році він грав у команді другої ліги СРСР «Пахтачі» з міста Ґулістан. У 1980—1981 роках Магометов грав у дублюючому складі ташкентського «Пахтакора». У 1981 році перейшов до команди другої ліги «Динамо» з Самарканда, з яким у 1984 році виграв зону другої ліги, втім до першої ліги команда не зуміла потрапити. У 1985 році повернувся до «Пахтакора», у складі якого грав уже в основному складі у першій лізі. У 1987—1988 роках грав у складі «Меліоратора» з Кзил-Орди у другій лізі, а в 1989—1990 роках у складі друголігової команди з Джиззака, яка мала назви «Йошлік» і «Согдіана». У 1990 році Фарход Магометов повернувся до складу «Пахтакора», з яким зайняв друге місце в першій лізі, та наступного року грав уже в складі команди у вищій лізі СРСР. З 1992 року грав у складі ташкентського клубу вже у вищому узбецькому дивізіоні, де був одним із основних гравців команди. У 1992 році у складі «Пахтакора» Маріфалієв став чемпіоном країни, а в 1993 році володарем Кубка Узбекистану. У 1994 році Магометов перейшов до складу наманганського «Навбахора», в якому грав до кінця 1996 року, та став у складі команди чемпіоном країни 1996 року та володарем кубка країни в 1995 році. У кінці 1996 року завершив виступи на футбольних полях.

## Виступи за збірну
Фарход Магометов дебютував у національній збірній Узбекистану 23 серпня 1992 року в товариському матчі зі збірною Киргизстану. У 1994 році Магометова включили до складу збірної для участі у Азійських іграх 1994 року в Японії. Хоча АФК цього року вирішила, що у складі збірних мають бути гравці лише віком до 23 років, проте практично всі команди приїхали на цей турнір у найсильніших складах. Фарход Магометов на турнірі був одним із основних гравців захисної лінії команди, зігравши на турнірі у всіх 7 матчах, та разом з іншими гравцями збірної став переможцем турніру. Надалі Магометов грав у складі збірної до 1996 року, брав участь у Кубку Азії 1996 року. Усього в складі збірної зіграв у 20 матчах, у яких забитими м'ячами не відзначився.

## Після закінчення кар'єри футболіста
Після закінчення виступів на футбольних полях Фарход Магометов з 2008 до 2017 року працював генеральним секретарем Професійної Футбольної Ліги Узбекистану.

## Нагороди
У 1994 році після перемоги у складі команди на Азійських іграх Фарход Магометов разом із іншими переможцями ігор та їх тренерами був нагороджений державною нагородою Республіки Узбекистан — медаллю «Шухрат».

## Титули і досягнення

### Командні
«Пахтакор»
- Чемпіон Узбекистану: 1992
- Володар Кубку Узбекистану: 1993

«Навбахор»
- Чемпіон Узбекистану: 1996
- Володар Кубку Узбекистану: 1995

Збірна Узбекистану
- Азійські ігри:

- : 1994